# Eleutherococcus divaricatus
Eleutherococcus divaricatus là một loài thực vật có hoa trong Họ Cuồng cuồng. Loài này được (Siebold & Zucc.) S.Y.Hu mô tả khoa học đầu tiên năm 1980.